# Бонете (Альбасете)
Бонете (ісп. Bonete) — муніципалітет в Іспанії, у складі автономної спільноти Кастилія-Ла-Манча, у провінції Альбасете. Населення — 1217 осіб (2010).
Муніципалітет розташований на відстані близько 260 км на південний схід від Мадрида, 46 км на схід від Альбасете.

## Демографія
Динаміка населення (INE ):

## Галерея зображень

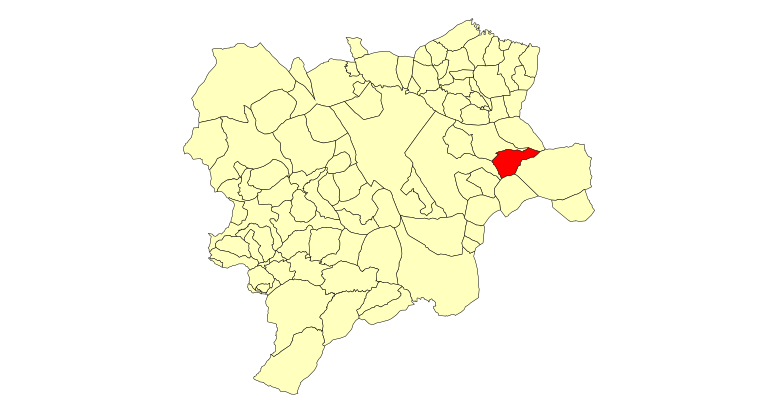
Розташування муніципалітету у провінції Альбасете
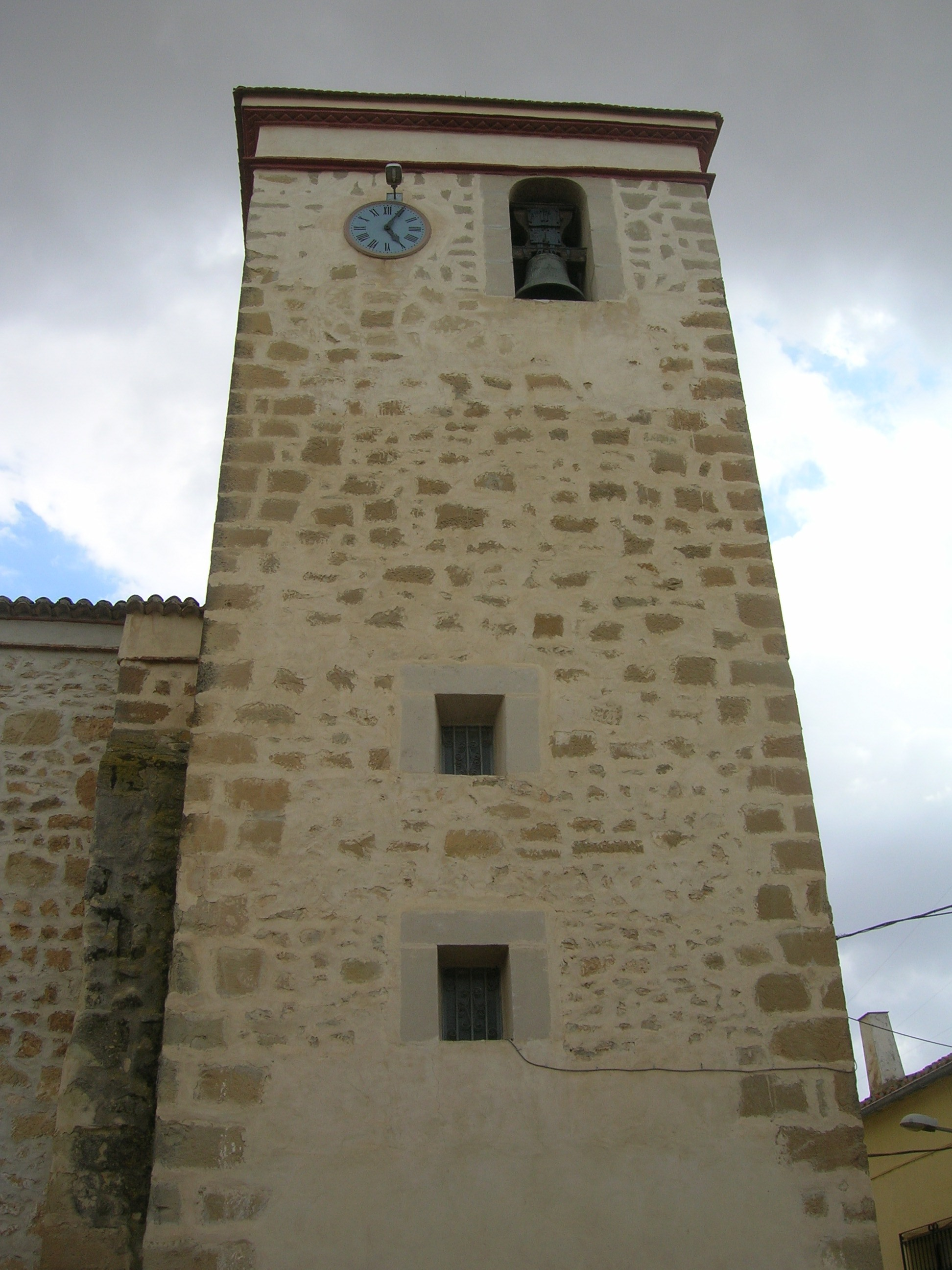
Дзвіниця церкви, Бонете